# Tullgrenella morenensis
Tullgrenella morenensis är en spindelart som först beskrevs av Albert Tullgren 1905. 
Tullgrenella morenensis ingår i släktet Tullgrenella och familjen hoppspindlar. Inga underarter finns listade i Catalogue of Life.